# Matrimonio igualitario en Filipinas

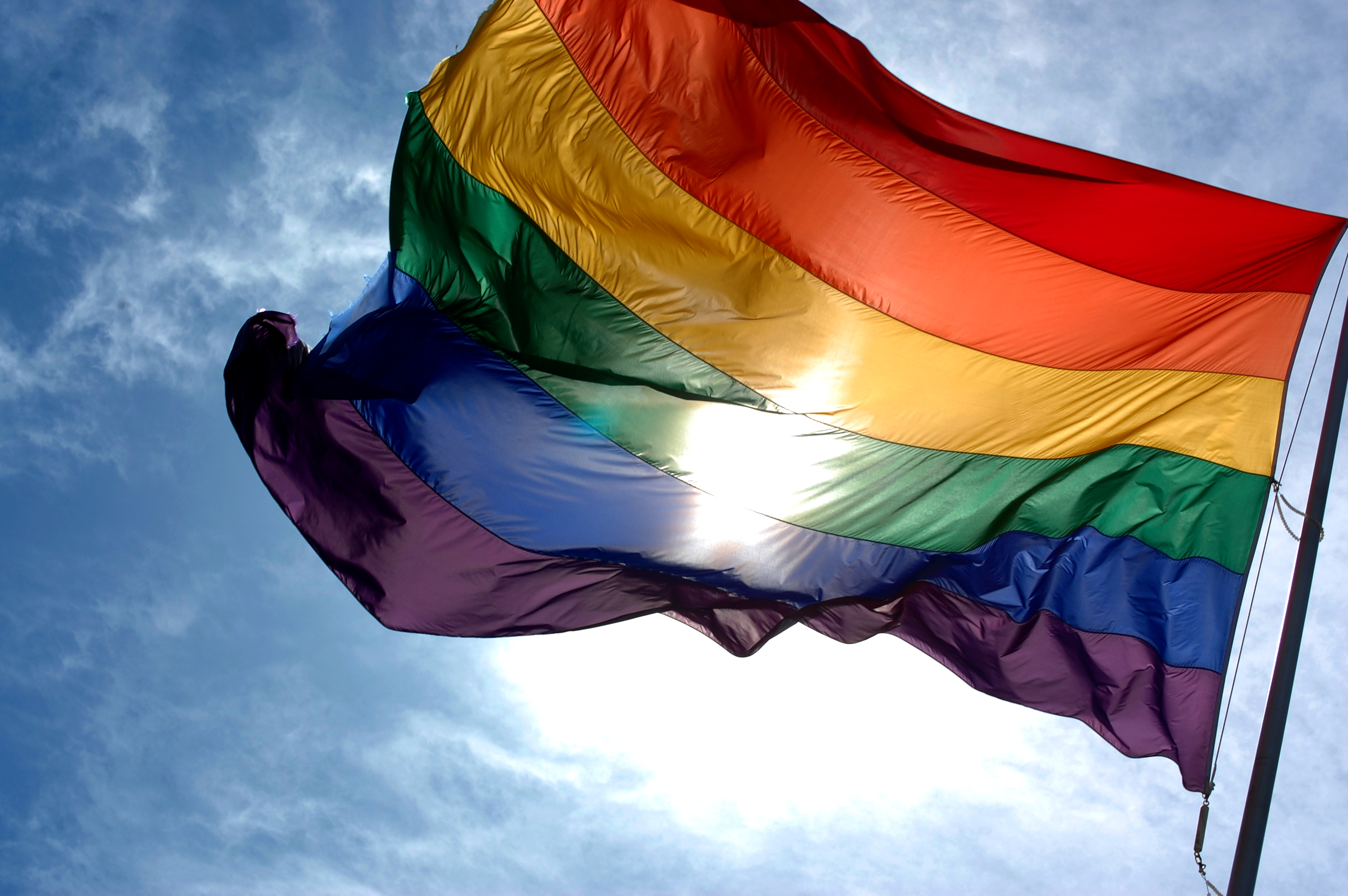
La bandera del arco iris es un símbolo usado como apoyo al orgullo gay y lésbico desde la década de 1970. Diseñada originalmente por Gilbert Baker, los diferentes colores simbolizan la diversidad en la comunidad LGBT.

El matrimonio igualitario en Filipinas no es legal y está prohibida por ley. Una ley que anteriormente penalizaba esta orientación sexual en el país asiático y luego fuera legalizada a mediado de la década de los años 90, una iglesia metropolitana del país en 1991 permitió a que se realizara una boda gay, en que el gobierno aquel entonces no reconoció y, además, generó ciertas controversias.[cita requerida] Entre los legisladores entró en debate para legalizar el matrimonio entre personas del mismo sexo en el país, pese aquello esto provocó entre senadores y diputados un furiosa reñida. Aunque los partidos de izquierda el Partido Comunista de Filipinas y el Partido Socialista Democrático de las Filipinas, apoyan la legalización del matrimonio. 
En 2010, una sentencia permitió que un transexual pueda casarse, se presentó una enmienda constitucional en el Congreso de Filipinas para evitar que a través de nuevas acciones judiciales se apruebe el "matrimonio" homosexual en el país. Por lo cual dicha enmienda constitucional fue rechazada, según un Análisis Digital, la propuesta legislativa, presentada por el senador Rodolfo Biazon.
Además se ha creado un partido político perteneciente a la comunidad gay denominado Ang Ladlad, un partido LGBT que simplemente busca la igualdad de todos los ciudadanos a través de una ley contra la discriminación en este caso la homofobia. Al principio la Comisión Electoral Filipina decidió excluir las próximas elecciones a homosexuales que concurren bajo la coalición Ladlad ya que, según dice, "exponían a que a la juventud a un entorno que no se adapta a las enseñanzas de la fe católica", una excusa que ha puesto en pie de guerra a este colectivo.
Aunque el Tribunal Supremo de Filipinas había anunciado en 2009, que permitirá que la comunidad LGBT se presente a elecciones.